# Trinectes opercularis
Trinectes opercularis är en fiskart som först beskrevs av Nichols och Murphy, 1944.  Trinectes opercularis ingår i släktet Trinectes och familjen Achiridae. IUCN kategoriserar arten globalt som otillräckligt studerad. Inga underarter finns listade i Catalogue of Life.